# Système Oehler
Pour les articles homonymes, voir Œhlert.
Le système Oehler (ou système allemand ) est un dispositif mécanique de clés, principalement adopté sur les clarinettes allemandes et autrichiennes au début du XXe siècle.
Il s'agit d'un système de clés de clarinette développé par Oskar Oehler vers 1905. Basé sur le système de clés de clarinette d'Iwan Müller à 13 clés (conçu au début du XIXe siècle), celui-ci ajoute des trous toniques pour améliorer l'intonation et corriger des déficiences acoustiques, notamment les doigtés fourchés (si et fa).
Pour les joueurs de clarinettes historiques, les instruments en système Oehler représentent la suite logique des clarinettes en système Baermann-Ottensteiner,, utilisées de 1860 à 1910 environ et notamment jouées par le clarinettiste Richard Mühlfeld, dédicataire des pièces pour clarinette de Brahms (Trio pour clarinette, violoncelle et piano en la mineur op. 114, Quintette pour clarinette et cordes en si mineur op. 115, deux sonates pour clarinette et piano, en fa mineur et mi bémol majeur, op. 120.).
La forme aboutie de la clarinette conçue par Oskar Oehler est une clarinette à 22 clés, 5 anneaux et une clé à plateau.
Les perces sont différentes. Traditionnellement, la perce allemande est de diamètre plus grand, et reste cylindrique sur une plus grande longueur et la conicité du corps inférieur vers le pavillon est plus limité que celle du système Boehm.
Alors que le système Boehm distribue les trous d'harmonie, avec des trous plus petits au sommet de l'instrument et des trous plus grands en descendant vers le pavillon, le système Oehler maintient la taille des trous d'harmonie autant que possible sur la longueur du corps de la clarinette: ainsi, les trous les plus bas sont situés plus haut dans l'instrument et les trous les plus hauts plus bas que leur position théorique.

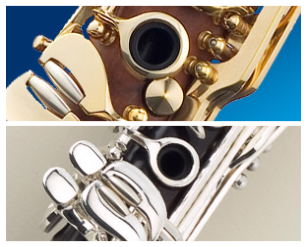
Clés (spatules) à rouleaux dans les système Oehler et Boehm réformé

La principale difficulté du système Oehler pour les musiciens est la complexité accrue de la technique des doigtés. Fréquemment, les compositions françaises, britanniques ou américaines pour clarinette sont plus difficiles ou ne fonctionnent tout simplement pas avec le système Oehler, et réciproquement. Cette situation est accentuée dans les méthodes et études techniques de chaque école de clarinette.
La complexité de ce système fragilise cet instrument (nombre de clés et de réglages élevé par rapport à la clarinette Boehm traditionnelle à 17 clés et 6 anneaux) et conduit à des coûts de fabrication élevés. Les modes de fabrications sont restés artisanaux et les délais d'attente peuvent attendre trois années ches les facteurs renommés (Wurlitzer, Kohlert, Herbert Wurlitzer, Schwenk & Seggelke, en:Leitner & Kraus...).
Le système allemand utilise un système de rouleaux pour faciliter le glissement d’une clé à l'autre avec les auriculaires pour les notes mi, fa, fa# et sol# graves, clés qui ne sont pas redondées comme sur les clarinettes en système Boehm (dit aussi système français).
Excepté les clarinettes contrebasse et contralto, toute la famille des clarinettes est représentée en système Oehler. 
Une tablature des doigtés du système Oehler est disponible à la référence suivante.

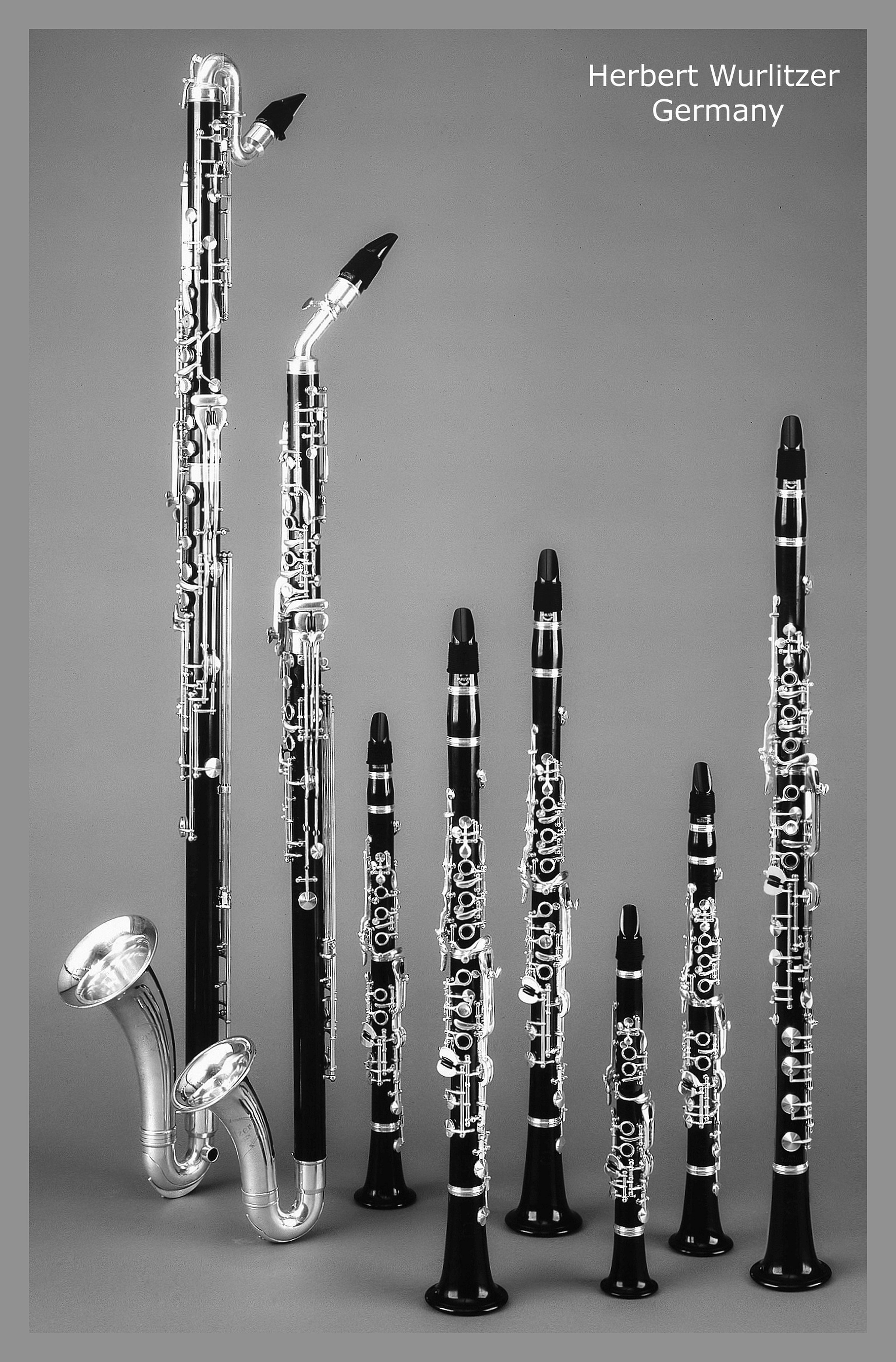
Clarinettes système Oehler : clarinette basse, cor de basset, clarinettes en ré, si, la, petite clarinette en sol et en mi et une clarinette de basset en la

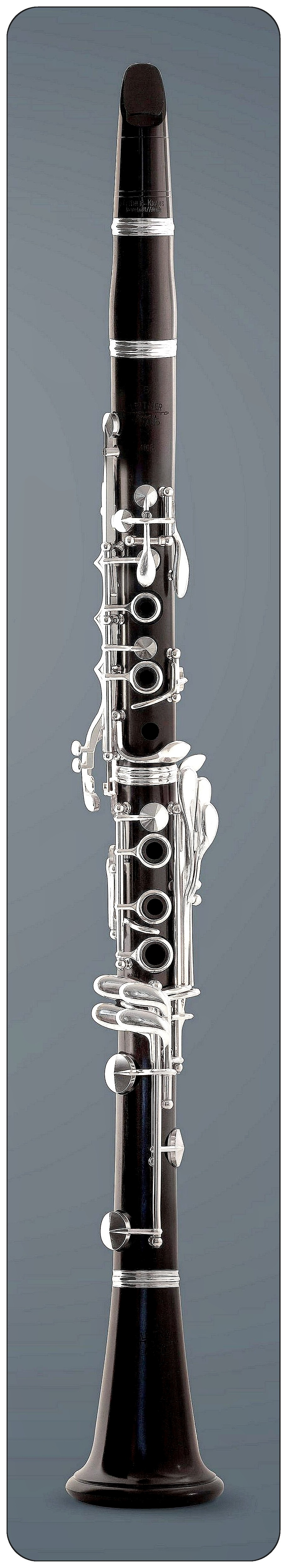
Clarinette système Boehm

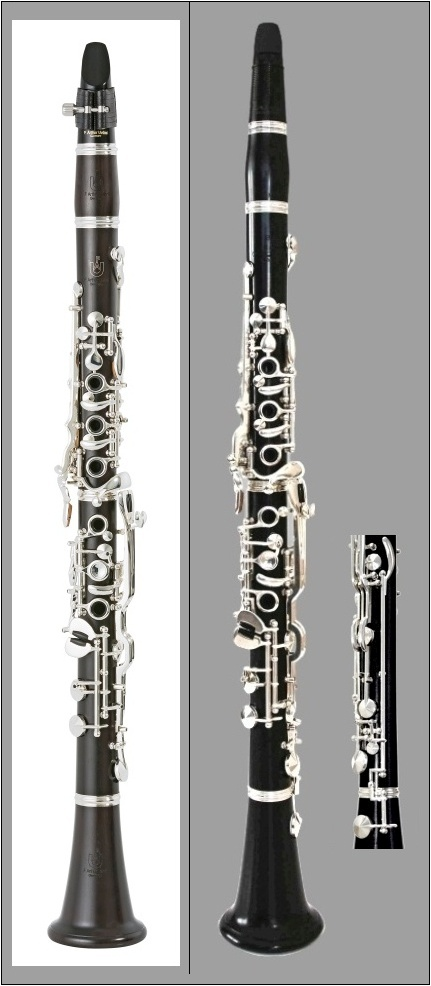
Clarinette système Oehler et clarinette "Full-Oehler" avec mécanisme de pavillon pour corriger le mi et le fa graves

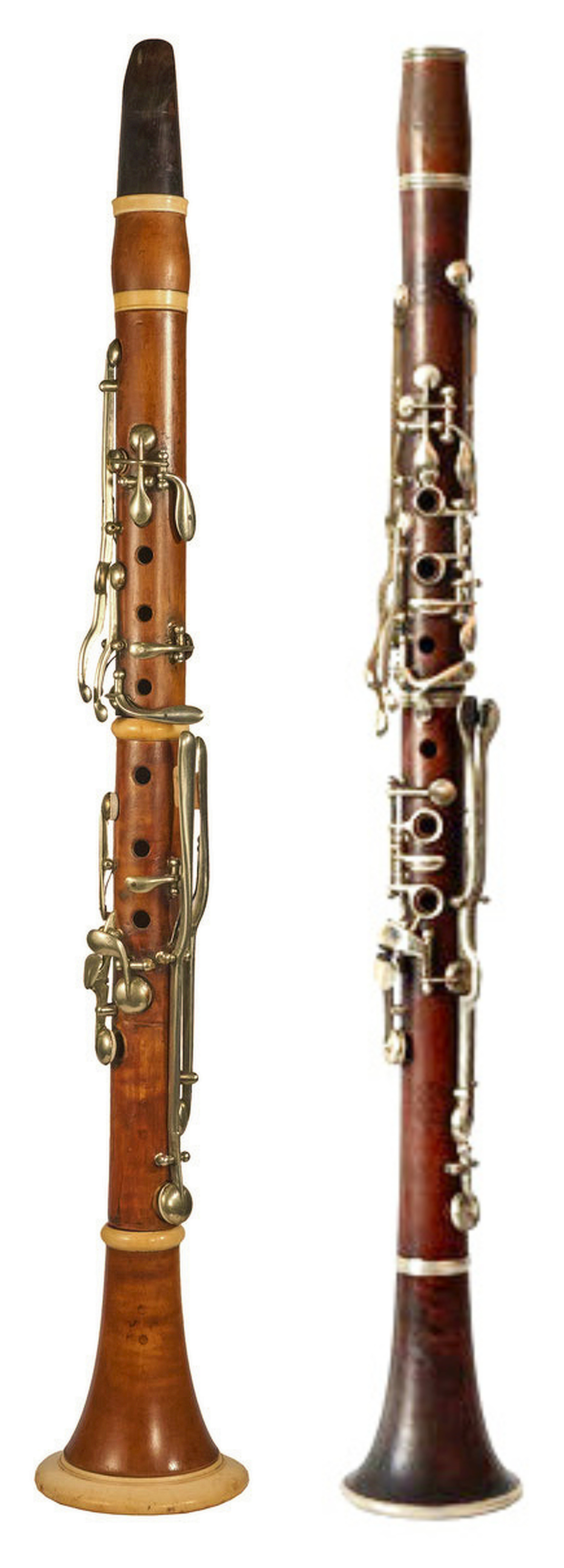
Iwan Müller clarinette en do et Ottensteiner clarinette en sib

## Son et système Oehler
La différence de son de clarinette entre système Oehler et système Boehm s’explique également par les différences entre becs et anches utilisés ainsi que par la perce.
Les Allemands utilisent des anches plus épaisses (et plus dures) que les Français ainsi qu'un bec plus petit. Ils fixent l'anche avec un lacet sur le bec doté d'une mentonnière striée alors que l'école française utilise généralement une ligature métallique. Leur son apparaît plus rond et plus adaptés au legato réclamé dans des œuvres comme les sonates de Brahms.
Le diamètre de la perce des clarinettes en système Oehler est plus large que celle des clarinettes françaises; la perce est même légèrement en forme de cône inversée sur le corps du haut. La conicité du corps du bas vers le pavillon est également plus faible.

## Diffusion
Oskar Oehler avait trois étudiants : Friedrich Arthur Uebel, Ludwig Warschewski et K.F. Todt. Uebel et Todt sont devenus des fabricants de clarinettes d'importance en Allemagne, tandis que Warschewski s'est installé à Stockholm et est devenu le clarinettiste soliste de l'Orchestre philharmonique de Stockholm. Warschewski rachète dès lors des clarinettes Uebel semi-finies et retravaille leur perce et leur mécanique. Ses clarinettes sont utilisées par des clarinettistes célèbres comme Dieter Klöcker. Les clarinettes Uebel ont été utilisées par Karl Leister lorsqu'il a rejoint la Philharmonie de Berlin. Plus tard, il a changé pour les clarinettes Herbert Wurlitzer fabriquées avant les années 1970, qui ressemblaient beaucoup aux clarinettes Uebel, mais dont la perce plus élargie donnait une meilleure intonation. Après les années 1970, Wurlitzer a apporté quelques modifications à leur conception. Les clarinettes Wurlitzer sont maintenant utilisées dans la grande majorité des orchestres allemands. Elles sont très coûteuses, mais certains des apprentis de Wurlitzer produisent des clarinettes similaires à meilleur marché.
En dehors de l'Allemagne et de l'Autriche, on utilise aujourd'hui presque exclusivement des clarinettes en système Boehm. Le système Oehler a également été largement utilisé en Europe de l'Est jusqu'au milieu du XXe siècle, mais il a été largement remplacé par le système Boehm dans la seconde moitié du XXe siècle. Aux Pays-Bas, le système Boehm réformé a longtemps été populaire ; néanmoins, les clarinettistes solistes de l'Orchestre royal du Concertgebouw et de l'Orchestre philharmonique de Rotterdam, par exemple, jouent depuis 2017 des clarinettes Boehm classiques. Le clarinettiste suisse Eduard Brunner est l'un des rares clarinettistes connus d'un orchestre allemand de premier choix à jouer une clarinette Boehm.
Par protectionnisme, l'emploi de la clarinette en système Oehler continue à être imposé dans les orchestres allemands et autrichiens (e.g. Orchestre philharmonique de Vienne, Orchestre philharmonique de Berlin).

## Evolution et tendance
Sur un marché décroissant pour les clarinettes en système Oehler, les facteurs de clarinette allemands élargissent leur gamme en fabriquant des clarinettes Boehm haut de gamme et en proposant des personnalisations d'instruments pour les solistes. Cette tendance tend à une unification des jeux de clarinette dans les orchestres tout autour du monde et à une perte des particularismes, comme on peut l'observer parfois dans le choix des bassonistes pour le Fagott allemand au détriment du basson français.
Parallèlement, certains clarinettistes utilisent des becs de coupe française sur une clarinette allemande, ce qui donne un son sombre et doux, tandis que d'autres utilisent des becs de coupe allemande sur une clarinette française pour se rapprocher du son allemand. Étant donné que la largeur de l'orifice, la base de l'embouchure, l'anche et le clarinettiste surtout jouent également un rôle important dans le résultat sonore, il est bien sûr possible de produire un son sombre sur les clarinettes françaises classiques et un son plus clair sur les clarinettes allemandes.